# August-Thyssen-Hütte 1 und 2
Die normalspurigen Tenderlokomotiven August-Thyssen-Hütte 1 und 2 der August Thyssen-Hütte waren laufachslose Dampflokomotiven für den Güterzugbetrieb, die bei Hanomag 1928 gebaut wurden. Sie standen bei der Werkbahn bis 1962 in Betrieb und wurden dann ausgemustert und verschrottet.

## Geschichte
Mit den Fabriknummern 10616 und 10617 lieferte Hanomag kurz vor Beendigung seines Lokomotivbaues die beiden Lokomotiven für die August Thyssen-Hütte. Sie hatten 19 t Achslast und wurden für den schweren Güterzugdienst vom Bahnhof Duisburg Grünstraße nach Bahnhof Oberhausen West und zur Zeche Lohberg verwendet. Auf Grund ihres hohen Gewichtes und ihrer fünfachsigen Ausführung galten die Lokomotiven als Schienenfresser. Trotz der beiden seitenverschiebbaren Achsen und der Ausführung der Treibachse ohne Spurkranz waren sie nicht freizügig einsetzbar, auf bestimmten Strecken mit engen Gleisradien konnten die Loks nicht verkehren.
Die Lokomotiven waren nach dem Zweiten Weltkrieg lange abgestellt, da die herabgewirtschafteten Gleise der Werkbahn einen Einsatz nicht zuließen. Die Nummer 1 wurde 1955 ohne weiteren Einsatz verschrottet. Die Nummer 2 wurde 1953 mit erheblichem Kostenaufwand aufgearbeitet, bis 1962 weiter eingesetzt und dann verschrottet.

## Konstruktion
Die Heißdampf-Zweizylinderlokomotiven waren mit einem Überhitzer nach System Schmidt ausgerüstet. Die Form der Rauchkammer mit größerem Durchmesser als der übliche Kessel sowie des Führerhauses mit Oberlichtaufsatz ähnelten preußischen Länderbahnlokomotiven. Das Triebwerk der Lokomotive besaß eine Heusinger-Steuerung, die Dampfmaschine war mit Kolbenschiebern ausgerüstet. Die Wasserkästen mit dem Fassungsvermögen von 14 m³ reichten seitlich auf dem Umlauf fast bis zur Rauchkammer.
Die zweite Achse war um ±10 mm, die fünfte Achse um ±50 mm seitenverschiebbar ausgeführt. Dazu hatte die Treibachse keinen Spurkranz.
Die Lokomotiven hatten einen Abdampfinjektor, einen Dampftrockner nach dem System Pantex, Speisewasserreiniger, Bosch-Öler, indirekte Bremse von Knorr und einem Dampfläutewerk Bauart Latowski. Auf dem Kesselscheitel waren zwei Sandkästen angeordnet; je Triebwerksseite waren je vier Sandfallrohre, die die zweite und vierte Achse von vorn und hinten besandeten.